# 何鍾泰
何鍾泰，SBS，MBE，SBStJ，JP（1939年3月23日—），廣東佛山市順德區人氏，大舜基金主席（2011 - ）、第十屆及第十一屆全國人民代表大會香港區代表、前香港立法會議員（1996 - 2012）、香港工程師學會前會長（1987 - 1988）。

## 背景
何鍾泰生於香港，出生未幾便因戰爭而舉家搬到順德居住4年，後來重返香港生活，是家中長子。其父親何本教經營兩間電筒製造廠及電鍍廠。何鍾泰早年就讀香港培正小學（1952年）、香港培正中學（中一至中三）以及聖士提反書院（中四至中六、1957年中五，同屆同學有體育界人士許晉奎）。他於1963年畢業於香港大學（與已故工務局局長鄺漢生為同學），持有香港大學土木工程學士學位，大學畢業後到英國曼徹斯特大學研究院深造土壤力學，並獲得文憑，繼而回港到一間承建商公司 Taylor Woodrow，任職註冊結構工程師。往後他取得英國倫敦城市大學土木工程博士資格，亦曾獲頒香港城市大學榮譽工商管理學博士及英國曼徹斯特大學榮譽法律學博士。
他曾任臨時立法會議員、港事顧問、基本法諮詢委員會委員、香港機場管理局董事會成員等職位。現任大舜政策研究中心主席、廣東大亞灣核電站及嶺澳核電站核安全諮詢委員會主席、工程界社促會主席。

## 個人生活
何鍾泰於1966年與任職中學教師的陳氏結婚，2人於同年7月在香港大會堂註冊。